# Линии судьбы
«Ли́нии судьбы́» — российский художественный телесериал 2003 года режиссёра Дмитрия Месхиева.
В 2004 году Валентина Талызина, сыгравшая одну из главных ролей в этом телесериале, получила премию «Золотой орёл» За лучшую женскую роль на телевидении.

## Сюжет
Что ждёт приехавших в Москву и никак не связанных между собой молодого неудачливого барда и его жену, семью военного в отставке, начинающую балерину. Как повлияют на их судьбы повстречавшиеся им молодые гастарбайтеры, гадалка, рыночный торговец и добрая пенсионерка.

## В ролях
- Валентина Талызина — Роза Сергеевна
- Сергей Гармаш — отставной майор Юрий Николаевич Вершинин
- Ирина Розанова — Катерина Вершинина
- Константин Хабенский — Костя, автор и исполнитель песен
- Наталья Суркова — гадалка Жанна, она же врач Зоя
- Татьяна Колганова — Настя
- Леонид Громов — журналист Сергей Руденко
- Андрей Краско — азербайджанец Алишер Рафаилович Саматов (Алик)
- Михаил Пореченков — Игорь
- Евгений Дятлов — Эдуард Воскресенский
- Артур Ваха — доктор Алексей Суздальцев
- Зоя Буряк — Ольга Николаевна, жена Андрея Щуркова
- Татьяна Ткач — продюсер Белла
- Алексей Горбунов — оператор Андрей Щурков
- Николай Чиндяйкин — Богданов
- Георгий Пицхелаури — бандит «Кореец»
- Наталья Терехова — Юлия Вершинина
- Светлана Письмиченко — покупательница средства от тараканов
- Иван Краско — нотариус

## Съёмочная группа
- Режиссёр — Дмитрий Месхиев
- Авторы сценария — Вера Фёдорова, Алёна Званцова, Дмитрий Константинов, Андрей Самсонов, Сергей Сергеев
- Оператор — Степан Коваленко
- Художник — Владимир Южаков
- Композитор — Святослав Курашов
- Продюсер — Валерий Тодоровский, Светлана Слитюк

Пилотные серии снимал режиссёр Игорь Апасян с другим актёрским составом, но отснятый материал не устроил продюсера сериала Валерия Тодоровского.
Дмитрий Месхиев задействовал в своем первом сериале любимый актёрский ансамбль, с которым привык работать ещё в полнометражных картинах, при этом выбрав для актёров нестандартные для них роли. Так Андрей Краско по просьбе режиссёра поправился на десять килограммов, чтобы сыграть персонажа Алика, лицо кавказской национальности. В персонаже Хабенского (бард), с длинными волосами и в очках а-ля Джон Леннон, даже близкие знакомые актёра не узнали самого Константина.
Песня Константина «Зима», которая звучит в различных исполнениях на протяжении всего фильма, принадлежит творчеству группы «АукцЫон».